# ラブソング (アルバム)
『ラブソング』は、2012年6月13日にソニー・ミュージックアソシエイテッドレコーズから発売された、日本のロックバンド、amazarashiの2枚目のスタジオアルバムである。

## 概要
通常盤と初回限定盤の2仕様で発売。初回限定盤には、ミュージックビデオ等に登場するキャラクターが出演するゲームが収録されたCD-EXTRA、ライブツアー「ごめんなさい ちゃんといえるかな」の2012年7月8日Zepp DiverCity公演のUstream生放送視聴用コードが収録される。通常盤には、最終トラックに、ポエトリーリーディングの隠しトラックが収録される。またいずれも、収録曲の1曲目「ラブソング」の前に、秋田ひろむが「ごめんなさいなんて言いたかねぇや」と呟く約3秒の隠しトラックが収録されている。
収録曲「祈り」は、2011年の東日本大震災を受け、同年3月16日に公開した詩を楽曲化したもので、2012年3月11日に公式ウェブサイト上で期間限定で公開、「アポロジー」は同年4月23日から24日の24時間限定で公開された。
5月16日には、YKBXがディレクターを務めた「ナモナキヒト」、6月4日には、「ラブソング」のミュージックビデオが公式ウェブサイト上とYouTubeのオフィシャルチャンネル上で公開された。
また、初動売上は前作「千年幸福論」を上回ったが、初週順位は12位から14位へと下落した。

## 収録曲
| 全作詞・作曲: 秋田ひろむ。 |                    |            |            |      |
| #                          | タイトル           | 作詞       | 作曲・編曲 | 時間 |
| 1.                         | 「ラブソング」     | 秋田ひろむ | 秋田ひろむ | 4:39 |
| 2.                         | 「ナガルナガル」   | 秋田ひろむ | 秋田ひろむ | 4:35 |
| 3.                         | 「セビロニハナ」   | 秋田ひろむ | 秋田ひろむ | 1:38 |
| 4.                         | 「ナモナキヒト」   | 秋田ひろむ | 秋田ひろむ | 5:18 |
| 5.                         | 「ハレルヤ」       | 秋田ひろむ | 秋田ひろむ | 4:52 |
| 6.                         | 「アイスクリーム」 | 秋田ひろむ | 秋田ひろむ | 1:48 |
| 7.                         | 「アポロジー」     | 秋田ひろむ | 秋田ひろむ | 5:12 |
| 8.                         | 「カラス」         | 秋田ひろむ | 秋田ひろむ | 3:22 |
| 9.                         | 「ハルルソラ」     | 秋田ひろむ | 秋田ひろむ | 4:54 |
| 10.                        | 「祈り」           | 秋田ひろむ | 秋田ひろむ | 5:33 |

## ツアー
2012年6月30日から7月8日にかけて、4都市4公演のライブツアー「ごめんなさい ちゃんといえるかな」の開催が予定されている。ツアータイトルは収録曲「アポロジー」の歌詞が由来と思われる。